# هلموت راستاس
هلموت راستاس (استونیایی: Helmuth Räästas؛ زادهٔ ۲۰ ژانویهٔ ۱۹۰۳ - درگذشته نامشخص) بازیکن فوتبال اهل استونی بود.
از باشگاه‌هایی که در آن بازی کرده‌است می‌توان به باشگاه فوتبال تالینا کالو اشاره کرد.
وی همچنین در تیم ملی فوتبال استونی بازی کرده‌است.